# Antonia Stautz
Antonia Stautz (* 15. Dezember 1993 in Gifhorn) ist eine deutsche Volleyball- und Beachvolleyballspielerin.

## Karriere Halle
Stautz begann ihre Karriere in der Halle beim USC Braunschweig und stand hier 2006 zum ersten Mal im Kader der Zweitligamannschaft. Nach dem Abstieg aus der 2. Bundesliga blieb sie weiterhin im Verein, bis sie 2010 zum SC Langenhagen wechselte und dort erneut eine Saison in der 2. Bundesliga spielte.
2011 wechselte die Außenangreiferin zum Zweitligisten Schwarz-Weiss Erfurt. 2016 gelang ihr mit dem Verein der Aufstieg in die erste Bundesliga. In der Saison 2016/17 schied Erfurt im Achtelfinale des DVV-Pokals aus und verpasste in der Bundesliga sportlich den Klassenerhalt.
Stautz wurde anschließend vom Ligakonkurrenten SC Potsdam verpflichtet. In der Saison 2017/18 belegte das Team Platz sieben nach der Hauptrunde und schied im Viertelfinale der Play-offs aus. 2018/19 erreichte Stautz mit dem SC Potsdam das Play-off-Halbfinale. In der Saison 2019/20 übernahm Stautz das Kapitänsamt und führte ihre Mannschaft auf Platz drei der Hauptrunde, bevor die Saison aufgrund der Corona-Pandemie abgebrochen wurde. 2020/21 erreichte Stautz das Pokalfinale mit dem SC Potsdam und erreichte erneut das Play-off-Halbfinale. Im Sommer 2021 entschied sie sich für einen Rückwechsel zu Schwarz-Weiß Erfurt, wo sie einen Ein-Jahres-Vertrag unterschrieb.

## Karriere Beach

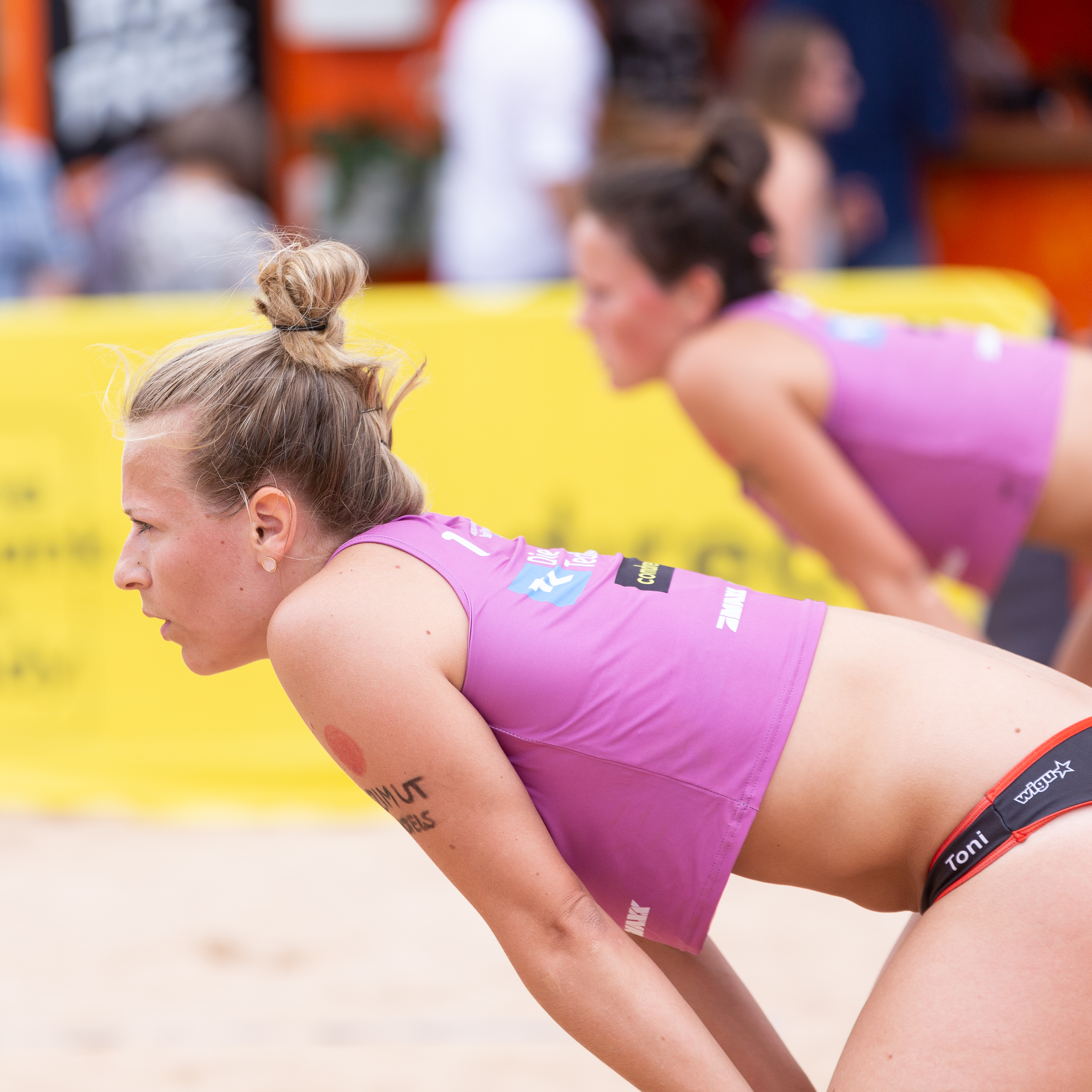
Mit Constanze Bieneck (hinten) 2019 in Nürnberg

Als Beachvolleyballspielerin absolvierte Stautz von 2008 bis 2011 diverse Nachwuchsturniere, unter anderem mit Carina Aulenbrock und Lisa Gründing. In den folgenden Jahren spielte sie mit wechselnden Partnerinnen Turniere der deutschen Serie. Seit 2016 bildete sie ein Duo mit Constanze Bieneck. Im Sommer 2017 setzte Stautz aufgrund einer Verletzung aus. 2018 belegte das Duo Platz 19 der deutschen Rangliste. In der Saison 2019 spielten Bieneck/Stautz auf der Techniker Beach Tour und erreichten am Ende Platz 16 der deutschen Rangliste. Damit qualifizierten sie sich für die deutsche Meisterschaft in Timmendorfer Strand, bei der sie den neunten Platz belegten. Mit Leonie Welsch qualifizierte sich Stautz über die Comdirect Beach Tour 2020 für die deutsche Meisterschaft, bei der sie auf Platz 13 landete. Auf der German Beach Tour 2021 spielte sie mit Charlotta Werschek, Costanze Bieneck und Julika Hoffmann, konnte sich aber nicht für die deutsche Meisterschaft qualifizieren.